# Киричук Олександр Васильович
Олександр Васильович Киричук (7 червня 1929, с. Воютин, нині Луцький район Волинської області — 2 лютого 2016, Київ) — український вчений, педагог і психолог. Доктор педагогічних наук (1974), професор (1977), академік НАПНУ (1992).

## Життєпис
Навчався у Луцькому педагогічному інституті, який закінчив у 1957-му.
Працював у відділі освіти на Волині. З 1964 року працює у Києві.
У 1969—1972 рр. — головний редактор журналу «Початкова школа».
У різні роки завідував кафедрами педагогіки і методики початкової освіти (Київський педагогічний інститут), соціальної та педагогічної психології, психології управління (Державна академія керівних кадрів освіти) та психології (Інститут підготовки кадрів державної служби зайнятості України).
У 1990—1993 рр. очолював Інститут психології Академії правових наук України. З 1990 по 2010 — Товариство психологів України.
У 1993—1997 рр. — віце-президент, академік-секретар відділення психології, вікової фізіології та дефектології АПНУ.
З 2010 і до самої смерті — віце-президент Асоціації професійних психологів України.

## Вибрані праці
- Формування в учнів активної життєвої позиції / О. В. Киричук. — К.: Радянська школа, 1983. — 137 с.
- Основи психології: підруч. / за заг. ред. О. В. Киричука та ін. — К. : Либідь, 1995; 1996; 1997; 1999; 2002; 2006. — 632 с.
- Психічний розвиток дитини в умовах чорнобильської катастрофи: метод. посіб.— К., 1998 (у співавторстві);
- Народження та зростання духовної особистості: теорія, діагностика, тренінг: навч.-метод. посіб. — К., 2008 (у співавторстві).